# 캉탱 알리스

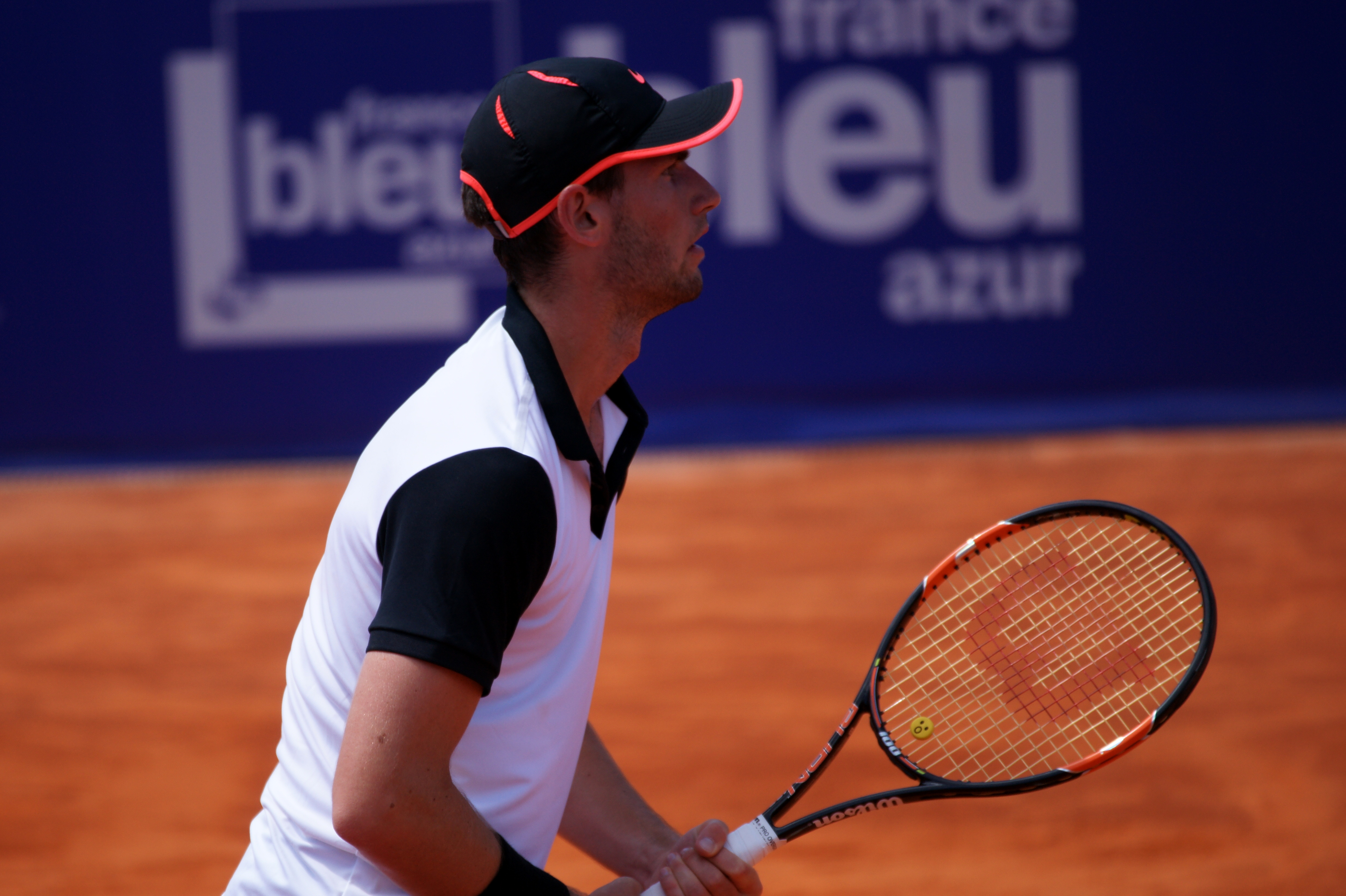

캉탱 알리스(프랑스어: Quentin Halys, 1996년 10월 22일 ~ )는 프랑스의 테니스 선수이다. 2014 프랑스 오픈 소년부 복식 우승자이다. 플레이스타일은 오른손잡이, 양손 백핸드이다.